# Itachi Uchiha
Itachi Uchiha er en figur fra manga- og anime-serien Naruto. Han var Sasuke Uchihas ældre bror. Han var en missing-nin fra Konohagakure og et fremtrædende medlem fra Akatsuki, hvor han var partner med Kisame Hoshigaki. 

## Baggrund
Itachi var født ind i Uchiha-klanen og var værtsat af alle af hans generation – et geni der overgik alle andre. Selv med Uchiha klanens høje standard, var Itachi langt over dette niveau. Dog kunne hverken hans familie, venner eller lærere forstå ham. Da han var kun fire år havde han set flere liv blive taget, på grund af Den Tredje Store Shinobi Verdenskrig, hvilket traumatiserede hans følelser og gjorde ham til en pacifist. Da han var syv år blev han færdig på Ninja Akademiet, som den bedste på sin årgang, mestrede Sharingan'en som 8-årig, bestod Chunin eksamen som 10-årig og blev ANBU-kaptajn som 13-årig. Ifølge Madara Uchiha havde Itachi også en kæreste, som han dræbte under Uchiha massakren.
Specielt Itachis far så Itachi som familiens fremtid, og overså på den måde sin yngste søn, Sasuke. Men Itachi viste stor interesse i sin lillebror, og overtalte bl.a. sin far til at overvære Sasuke på akademiet, noget han ellers ville have glemt. Itachi ville heller ikke tage en vigtig mission med ANBU, for han vil ikke misse Sasukes graduering.
Da Uchiha-klanen planlage at overtage Konoha, blev Itachi, som insider i ANBU, pålagt at spionere på byen. Velvidende, at et statskup kun ville lede til endnu en ninjakrig, begyndte Itachi at spionere på Uchiha-klanen og gav informationen, til den den Tredje Hokage og byens ældre. Efter dette begyndte han at opføre sig underligt, mødte ikke op til klan møderne, modsagde sig klanens øverste og blev hovedmistænkt for mordet på hans bedste ven, Shisui Uchiha. Klanen mistede håbet for Itachi og hans far begyndte at optage sig af Sasuke i stedet for. Imens forsøgte den Tredje Hokage forgæves at forhandle sig til en løsning mellem de to parter, og imod den Tredje Hokages ønsker, besluttede Danzo og Konohas ældste, at Itachi skulle udrydde Uchiha-Klanen.
Før den skæbnesvangre aften, opdagede Itachi, at Madara Uchiha stadig var i live og at han ville udrydde hele Konoha. Men Itachi lovede at hjælpe Madra med at få hans hævn over sin klan, mod Madara ikke gik til angreb på resten af byen. Madara accepterede og Itachi slagtede samtlige medlemmer af Uchiha-klanen, på nær Sasuke. Sasukes liv var mere værd for Itachi, end hele byen og han kunne ikke få sig selv til at udføre ordren på ham også. I stedet fremstillede han sig selv som skurken, der dræbte sin uskyldige familie for at afprøve sine evner. Ved at gøre dette ville han have Sasuke til at tage hævn og blive en helt i Konoha, og på den måde rense Uchiha navnet. Han torturerede Sasuke med sin Mangekyo Sharingan og pirrede ham til, at blive stærk nok til at dræbe Itachi. På denne måde håbede Itachi, at Sasuke blev stærk nok til, at han en dag ville dræbe Itachi og han forlod derfor byen som en forræder.
Vidende, at Konoha stadig ville eliminere Sasuke, plagede Itachi den Tredje Hokage om at beskytte Sasuke. Han truede også Danzo til ikke at skade Sasuke eller afsløre, hvad han vidste om planen. På den måde var Sasuke i sikkerhed og Itachi kunne fortsætte sin plan som berygtet morder af Uchiha-klanen.
Itachi sluttede sig til organisationen Akatsuki for, at holde øje med Madara Uchiha i tilfælde af, at han forsøgte på noget mod Konoha og for at planlægge sin egen død fra Sasuke. Mens han var medlem af Akasuki stødte han på Orochimaru, der prøvede at stjæle hans krop og få Itachis Sharingan. Men Itachi fangede ham i en Genjutsu og skar hans højre hånd af som straf, hvilket førte til, at Orochimaru måtte flygte fra organisationen. Tid efter hjalp Itachi med af rekruttere Deidara i stedet for Orochimaru. Deidara skulle vinde over Itachi eller slutte sig til Akatsuki, men også her fangede Itachi ham i en genjutsu, der nær havde fået Deidara til at sprænge sig selv i luften, hvilket fik Deidara til at sværge hævn over Itachi.

## Personlighed
Lige siden man første gang så Itachi, har han været en mystisk karakter, der skjulte noget af sit virkelige jeg. Med flashbacks om sin fortid vises han, som en omsorgsfuld bror, men hans senere handling fremstiller dette som rent skuespil. Men overraskende er han blot den omsorgsfulde bror han engang var, og han skjulte sit virkelige jeg i Akatsuki for at beskytte Sasuke.
Som medlem af Akatsuki besad han en enorm selvkontrol over for sine følelser. Han viste sig konstant som en følelsesløs person. Han viste kun overraskelse, hvis hans modstander viste sig at være stærkere end han havde regnet med, men selv her tabte han ikke masken. Han havde ikke nogen form for arrogance og hver gang han sagde at han kunne noget, gjorde han det også til fulde – han kunne endda finde på at rose sin modstander for deres evner.
Ud over at være en ekstremt magtfuld shinobi, var Itachi også meget intelligent og vis. Han var utrolig skarp og observerende i alle situationer og han blev sjældent grebet, hvor han ikke var på vagt. Han blev vist med stor intuition og kunne næsten aldrig narres, da han med det samme kunne se hvad der var sandt og falsk. Selvom han havde status som eftersøgt forbryder og have dræbt næsten hele sin familie, afskyede han vold og kamp og fortrak at undgå dem, eller blot afslutte dem hurtigst muligt.
Itachis eneste åbenlyse interesse i Akatsuki lignede at være dennes medlemmer, deres sikkerhed og deres mål blev virkeliggjort. Han var partner med Kisame og de kom meget bedre ud af det, end andre medlemmer gjorde med deres partnere. Kisame have en stor loyalitet til Itachi, gjorde alt hvad han sagde og så altid efter Itachis helbred. Itachi viste ligeledes også den samme respekt og høflighed, selvom de andre medlemmer sjældent gengældte den.
Men i sin genjutsu kamp mod Sasuke fastholdt han koldt, at han kun lod ham leve, så han kunne tage Sasukes øjne og opnå hans egen Evige Mangekyo Sharingan, hvorefter han hævdede, at folk fra Uchiha-Klanen er intet mindre end onde mod hinanden – de dræbte deres venner for først at opnå Mangekyo Sharingan og derefter slå en Uchiha ihjel for, at få styrken permanent. Da genjutu'en blev ophævet sagde han, at det var hans virkelige jeg og at hans kolde, følelsesløse personlighed blot var en facade. Denne personlighed afsløres senere som endnu en facade, blot for at han kunne sikre sig at dø af Sasuke – hans kærlighed til sin bror var det virkelige fundament i sin virkelige personlighed.
Til sidst satte Itachi alt sin tillid til Naruto, som han mente var mest dedikeret på at redde Sasuke. Efter at have hørt Narutos svar om, at beskytte Sasuke og alle i Konoha, gav Itachi ham noget af sin kraft (det er dog stadig uvist, hvad dette er). Han var meget taknemmelig for Narutos beslutsomhed og smilte efter at have hørt hans svar. Itachi betroede ham endda opgaven at bringe Sasuke tilbage på den rette vej.

## Evner
Itachi var, siden han var en lille dreng, super intelligent og brillant i alt hvad han gjorde – selv hans lærere sagde han knap havde brug for hjælp. I de få kampe Itachi er med i gennem serien, vises han altid som en enorm stærk ninja, som da han med lethed besejrer Deidara, Sasuke Uchiha, Kakashi Hatake og Orochimaru. På trods af sin stolthed og sine egne evner, erkender Kisame Hoshigaki (Itachis partner i Akatsuki), at Itachi var den stærkeste af de to.
Som pacifist af sine traumatiske oplevelser fra den Tredje Store Shinobi Verdenskrig, tog Itachi aldrig del i kampe. I yderste tilfælde ville han forsvare sig selv, og forsøge at gøre sin modstander ukampdygtig, i stedet for at dræbe dem. Det kan også siges, at han aldrig viste sin fulde styrke – enten på grund af sin ikke-voldelige natur, eller den dødelige sygdom som plagede ham.

### Jutsu mester
Itachi var en sand mester i alle Uchiha-klanens teknikker, heriblandt Sharinganen, og havde stor styrke med hver af de tre typer af jutsu'er. Da han kæmpede mod Kakshi, Kurenai og Asuma bemærkede Kakashi, at Itachi ikke kæmpe med halvdelen af sin styrke.
Itachi har altid været hurtig – specielt med sine håndtegn. Dette gjorde, at han kunne kaste sine våben – bl.a. kaste et sæt Shuriken med én hånd, mens han pludselig angriber med ninjutsu med den anden hånd. Han var også hurtig i bevægelse, hvilket kunne sammenlignes med teleportering. Hans fart var så hurtig, at hverken Sasuke eller Kakashi, der begge er særdeles gode med Sharingan, kunne følge hans bevægelser i deres kampe mod ham. Itachis kampstil har også tit kraver involveret, både i ninjutsu og genjutsu. Dette ses ved hans skyggekloner, der forsvinder i kraver og måden han gemmer sine shurikens mellem dem.
På trods af sine evner med genjutsu, var Itachi også ret så god med taijutsu, som da han med nemhed overvinder tre af sine klansmænd og da han stopper Sasukes Chidori med én hånd og brutalt slår ham, da han vender tilbage til Konoha – selvom Sasuke havde brugt uger på at træne taijutsu før Chunin eksamen.

### Sharingan
Som medlem af Uchiha-klanen, og kommenteret af Kakashi, var Itachi en sand mester med sine Sharingan øjne. Fra afstand ville han studere sin modstanders bevægelser med sin Sharingan og angribe efter forholdene – ofte med en genjutsu. Han kunne kaste en genjutsu blot ved at pege eller kigge på en person og kunne vende sin modstanders genjutsu mod dem selv. Itachi havde trænet så meget med sine øjne, at han var noget til det stadie, hvor han kunne have sin Sharingan aktiveret næsten altid med et minimalt tab af chakra.

#### Mangekyo Sharingan
Itachi besad Mangekyo Sharingan'en, hvilket forøgede hans allerede enorme kræfter og gjorde ham i stand til at bruge endnu stærkere teknikker. Med sit venstre øje kunne han bruge Tsukuyomi, en genjutsu, der fange modstanderen i en illusion verden, hvor vedkommende blev tortureret for, hvad der føltes som, dagevis på få sekunder. Med sit højre øje kunne han bruge Amaterasu, en ninjutsu, der kunne lave sorte flammer, som han kunne dirigerer ved at flytte sit øje og brænde alt hvad han så, inklusiv ild selv. Hans ultimative teknik var Susanoo, en teknik som brugte begge øjne, hvilket laver et spektralbillede om ham, eller som Naruto Databogen beskriver, "Raging God of Battle". Den bærer Totsuka Sværdet, et metafysisk sværd, med evnen til at forsegle alt hvad det rammer og kombineret med Yatas Spejl, et skjold der kunne reflektere alle angreb. Zetsu, en af medlemmerne fra Akatsuki, mente, at Itachis evne til at bruge Sharingan og kombineret med Susanoos legendariske våben, gjorde ham uovervindelig.
På trods af sine evner med Mangekyo Sharingan, led Itachi meget fra bivirkningerne. Hver teknik, med udspring i Mangekyo Sharingan, skulle bruge en mængde chakra at udføres, og de efterlod Itachi nær stadiet, hvor han besvimede. Han var derfor også nogle gange nødt til at deaktivere den, hvor han ellers ikke havde brug for det. En anden bivirkning var, at hans syn blev ringere og ringere med tiden – ikke per gang han brugte den, men siden han første gang aktiverede den, og synet ville aldrig blive bedre eller dulme – det ville kun tage fart. I sidste ende vil han blive blind af den kraft og hans Sharingan ville være slukket for altid. Da Itachi for første gang aktiverede sin Mangekyo Sharingan, til kampen mod Sasuke, var Itachis syn så dårligt, at Sasuke kun var et svagt omrids. Itachi var så tæt på blindhed, så da han aktiverede Susanoo i sin sidst kamp, havde begge hans øjne mistet sit Mangekyo design, og kun irisen var tilbage (noget der øjeblikket forinden kun var ved hans højre øje pga. hans intensive brug af Amaterasu på Sasuke), hvilket førte til hans bortgang, men han nåede forinden at udføre sin egen Fūinjutsu (en jutsu, der forsegler et objekt eller chakra i en person, her Itachis Mangekyo Sharingan) på Sasuke.

## Optræden
På trods af Itachis status som berygtet Shinobi, er hans første optræden ikke den mest ophidsende, bortset fra sin brug af sit øje. Da han boede i Konoha var han en gentleman med godt udseende, og meget venlig mod folk – specielt sin lillebror. Efter han sluttede sig til Akatsuki fik han et meget hårdt udtryk. Han var ikke specielt høj, hvilket passede meget godt med resten af klanen.
Han havde, ligesom resten af sin klan, mørke / grå øjne og sort hår, der hang til nær kinderne. Han havde også en lang hestehale til ryggen (den var dog tildækket af hans Akatsuki kappe). Som brødre havde Itachi og Sasuke slående ligheder, men Itachis var dog en anelse anderledes. Itachis hår var en tak mørkere og det lå mere naturligt end Sasukes, der har små pikke. Hans hud var også mørkere. Men mest af alt; hans lange, tydelige folder under øjnene.
Han bar normalt sit klanlogo på ryggen på sin sorte trøje og han havde en våbentaske spændt til sine bukser. Når han var på mission bar han den traditionelle ANBU uniform, men han sås aldrig bære en maske. Som medlem af Akatsuki bar han den traditionelle Akatsuki kappe og holdt den som regel åben i midten, så hans ene hånd kunne stikke ud. Efter Sasuke har brugt Kirin i Shippuden, ses han bære sit normale tøj under kappen. Som alle medlemmer af Akatsuki bar han også sit pandebånd, med en linje hen over byens logo for, at vise sine brudte bånd med byen (selvom han i al hemmelighed stadig var loyal over for den).

### Del I

#### Søgen efter Tsunade
Efter Orochimarus invasion og den Tredje Hokages død, viser Itachi og Kisame sig i Konoha for at finde Naruto Uzumaki, da han har den ni-halet dæmonræv i sig. Før deres søgen, foreslår Kisame at de hurtigt stopper forbi en te-café. Mens de er her tiltrækkes Kakashis opmærksomhed af deres kapper, der har Asuma Sarutobi og Kurenai Yuhi med sig. De sætter straks i jagt efter dem og stopper dem.
Efter de har afsløret deres identitet kæmper Itachi og Kisame med Asuma og Kurenai, da de nægter at forlade byen. På trods af deres høje rank som Jonin har Asuma og Kurenai næsten ingen chance mod de to Akatsuki medlemmer. Men Kakashi dukker op redder han dem fra kritiske skader. Efter en kort snak med Itachi laver Itachi sin Mangekyo Sharingan på Kakashi og bruger Tsukuyomi til at angribe Kakashis sind og sjæl, hvilket i løbet af et split sekund sender Kakashi i knæ og senere i seng i flere dage. Efter Kakashi har fortalt sin viden om Akatsuki, beordre Itachi Kisame til at kidnappe Kakashi og dræbe Asuma og Kurenai. Men Maito Gai dukker op og da han fortæller, at han har informeret ANBU om, at to Akatsuki medlemmer er i byen, beslutter Itachi og Kisame sig at trække sig tilbage, da de ikke vil starte en krig. 
Itachi og Kisame opsporer senere Naruto på et hotel, hvor han bor sammen med Jiraiya. Uinteresseret i at provokere en Sannin (Jiraiya), laver Itachi en genjutsu af en smuk, ung dame, for at få Jiraiya væk fra Naruto. Itachi og Kisame konfronterer Naruto, men i selv samme sekund dukker Sasuke op for at få hævn på sin bror. Itachi håndtere med lethed Sasuke, mens Kisame og Naruto ser til, men Jiraiya dukker op tids nok til, at redde begge drengene. Han var nemlig ikke faldet for den ellers hypnotiserende dames charme, da den slags kvinder normalt aldrig viser interesse for ham.
Jiraiya spørger med det samme Itachi, om deres virkelige mål er Naruto, hvilket han bekræfter. Selvom Jiraiya ønsker at kæmpe mod Itachi selv og hindre drengene i at komme til skade, ærer han Sasukes ønske om kæmpe mod Itachi i stedet. Itachi ligger dog ingen nåde, da han endnu en gang bruger sin Mangekyo Sharingan på Sasuke for at minde ham om, at han skal blive stærkere. Jiraiya redder endnu en gang Sasuke ved at bruge sin Summoning: Toad Mouth Bind, der laver murerne, gulvet og loftet til indersiden af en frøs mund. Selvom Jiraiya påstår, at ingen nogensinde er undsluppet denne, bruger Itachi Amaterasu og flygter således med Kisame – stærkt udmattet.
Selvom Itachis egentlig skulle fange Naruto, var hans formål med at vende tilbage efter den Tredje Hokages død, at minde Danzō og Konohas Ældre om, at han stadig levede, og de ikke måtte skade Sasuke.

### Del II

#### Gaaras redning
Da Akatsuki forsegler den et-halet dæmon, finder de ud af, at Naruto og Team 7 har fundet deres skjulested. Itachi vælger at aflede deres opmærksomhed og Pain bruger en af sine kroppe til, at lave en klon af Itachis, så Itachi selv kan styre den. Klonen angriber Team 7 og Itachi er meget imponeret over både Naruto og Kakashis evner, men da det kun var en klon, har Itachi kun en lille del af sin egentlige styrke i klonen, hvilket resulterer i, at han dræbes af Narutos Kæmpe Rasengan. Men ikke desto mindre, har Itachi købt nok tid til Akatsukis formål.

#### Jagten på Itachi
Mens Sasuke kæmpede mod Orochimaru, fornemmede Itachi noget besynderligt. Kisame spurgte ham, hvad der var galt, hvilket Itachi blot svarede; "Nej, det er ikke noget." Efter Kisame havde fanget den Fire-halede Dæmon Abe, sluttede Kisame og Itachi sig til resten af Akatsuki. Der fandt de ud af, at Sasuke havde dræbt Orochimaru efter at have trænet under ham i to og et halvt år. Et stykke tid efter, at den Fire-halede var forsejlet, informerede Zetsu dem om, at Sasuke var blevet dræbt Deidara C0'er (meget små C4-sprængstoffer, lavet af Deidaras ler, som ikke kan ses med det blotte øje). Kisame spurgte Itachi, om han var sur over Sasukes død, hvilket efterlod ham, som den eneste Uchiha. I regnen så det ud som om han græd, men Itachi var sikker på, at Sasuke ikke var død og mindede Kisame om, at der stadig var en anden Uchiha derude.
Velvidende, at han enden var nær, lod Itachi en af sine skyggekloner konfrontere Naruto, som ledte efter Sasuke. Selvom Itachi hævdede, at han kun ville snakke med ham, måtte han forsvare sig selv mod Narutos angreb. Efter Narutos angreb var prellet af, spurgte Itachi hvorfor Naruto viste så stor interesse i hans bror, Sasuke, som var en forræder af Konoha. Naruto svarede, at han var mere bror til Sasuke, end Itachi nogensinde havde været, og han ville gøre alt hvad han kunne, for at få Sasuke tilbage. Itachi spurgte så, om han ville føle den samme, hvis Sasuke udgjorde en trussel mod Konoha. Naruto svarede, at han ville bringe Sasuke tilbage og forsvare byen. Tilfreds med svaret gav Itachi nogle af sin kræfter til Naruto og fortalte, at han aldrig håbede Naruto skulle få brug for dem .
Efter at have ordnet tingene med Naruto opsøgte en af Itachis kloner Sasuke. Sasuke viste særdeles forbedringer med sine evner, så Itachi aftale en sidste kamp ved et tidligere tilholdssted for Uchiha-klanen. Han ventede til Sasukes ankomst og instruerede Kisame til ikke, at lade andre fra Sasukes hold, Hebi, blande sig i kampen. Itachi mødtes derefter ansigt-til-ansigt med Sasuke, mens de brugte genjutsu'er og havde en snak om Uchiha-klanen, Madara og Itachis virkelige motiver til at tage Sasukes øjne. Da Sasuke præsterede at undslippe fra Itachis Tsukuyomi, sluttede genjutsu-kampen og den virkelige ninjutsu kamp startede.
Itachi brugte Amaterasu på Sasuke, men Sasuke beskyttede sig selv med sin hud, en teknik han kunne bruge, da Orochimaru var forseglet i ham. Sasuke brugte sit trumfkort, Kirin, på Itachi, som kun fik fjernet sin Akatsuki kappe i stødet. Dette skyldes dog, at han brugte Susanoo til at forsvare sig selv. Men da han har brugt Kirin, der drænede Sasuke for alt sin chakra, brød Orochimaru fri og forsøgte at overtage Sasukes krop. Itachi forsegler ham dog sammen med hans Curse Mark fra Sasukes nakke. Sasuke havde brugt alt hvad han havde og lå derfor hjælpeløs og så til, at Itachi langsomt rakte ud efter Sasukes øjne. Men i stedet for at hive øjnene ud, prikkede han på Sasukes pande med ordene; "Beklager, Sasuke... dette er den sidste gang", en reference til det utal af gange, hvor han har prikket Sasuke i panden og sagt; "Beklager... en anden gang" da de var børn. Herefter giver Itachi efter til sin alvorlige sygdom, som han har brugt medicin og masser af vilje til at undgå, og dør.

### Arv
Madara så til Sasuke og hans sår og prøvede at blive ven med ham da Sasuke vågnede op. Da han ville fjerne sin maske kastede Sasuke Amaterasu på ham. Efter at have kvalt flammerne forklarede Madara, at Itachi havde givet Sasuke Amaterasu og det ville aktiveres første gang det så Madara – et forsvar af en slags. Sasuke vidste ikke hvad han skulle tro, så Madara begyndte at fortælle flere detaljer om Uchiha-klanen og hvad Itachis sande liv havde været om. Mod enden af historien forklarede han, at Itachi var død af en sygdom, men havde holdt sig selv i gang med medicin, så han kunne dø af Sasukes hånd. Madara mente, at hvis Itachi havde kæmpet med sin fulde styrke for at slå Sasuke ihjel, ville de ikke have denne sammentale. Han påstod også, at han havde trykket Sasuke til det yderste, så Orochimaru ville komme frem, så han kunne fjerne fremtidig indflydelse fra sin elsket lillebror.
Sasuke ville dog ikke tro på historie. Madara fortsatte med, at han havde overdraget Uchiha-navnet til Sasuke i håb om, at han ville genopbygge klanen på et nyt sted med ære og nobelhed. For Sasuke og Konohas skyld, havde Itachi været villig til at dø som en forræder og kriminel. Han havde byttet ære for foragt og Sasukes kærlighed for hans had, og stadig døde han med et smil på læben. Da Sasuke endelig indser virkeligheden, er han knust over, at hans bror hele tiden havde set efter ham. Han beslutter sig derfor for at tage hævn over Konoha for massakren på sin klan og den grumme skæbne hans bror skulle lide, på trods af Itachis kærlighed til byen. Han aftaler at arbejde med Madara og bliver klassificeret som international kriminel – dét, Itachi havde prøvet at forhindre.